# Disco d'oro

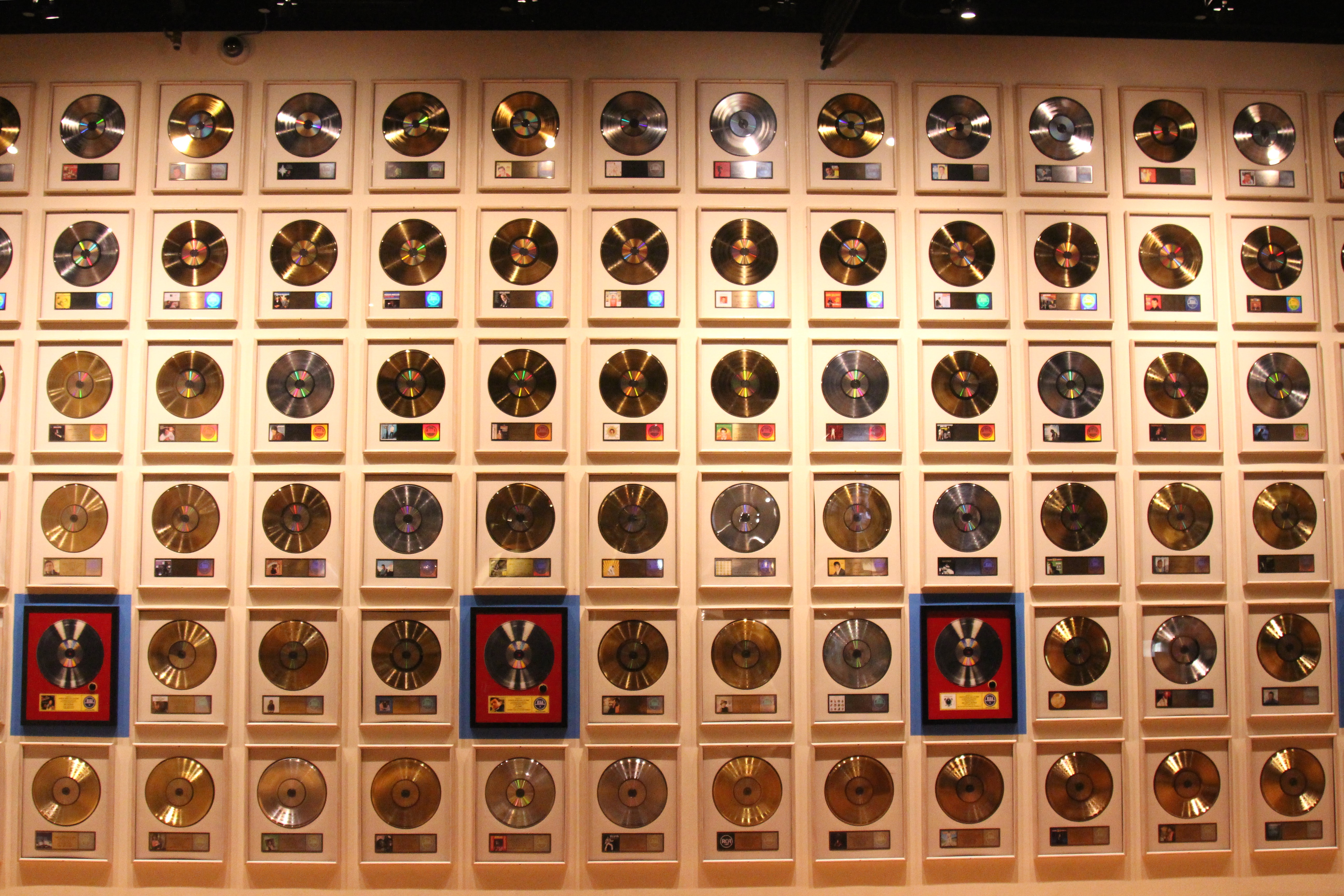
Dischi d'oro e dischi di platino in esposizione alla Country Music Hall of Fame di Nashville

Il disco d'oro è un riconoscimento, costituito da un disco in oro riproducente un disco in vinile, che viene dato agli artisti musicali per certificare un dato numero di copie vendute (in origine un milione).

## Storia
Viene inventato negli Stati Uniti nel 1942: in soli tre mesi il 78 giri di Glenn Miller I Know Why/Chattanooga Choo Choo vendette un milione di copie, e per celebrare l'evento la sua casa discografica gli regalò un riconoscimento simile a un disco a 78 giri dipinto d'oro.
Nel dopoguerra l'assegnazione del disco d'oro venne ufficializzata e si diffuse anche all'estero, diventando un attestato dell'industria discografica.
Negli anni successivi, con l'espandersi del mercato, furono creati altri premi come il disco di platino per i dieci milioni di copie e il disco d'argento per le 500 000 copie.
Tra gli artisti che ottennero il disco d'oro vi è Bing Crosby, con il duetto effettuato nel 1957 con Grace Kelly per il film High Society.
Domenico Modugno nel 1958 ottenne sia il disco d'oro che il disco di platino con Nel blu dipinto di blu (1958), che vendette ben 22 milioni di copie di cui 800 000 in Italia.

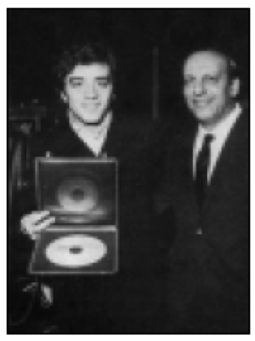
Mino Reitano riceve da Alfredo Rossi il disco d'argento per le 500 000 copie vendute di Una chitarra, cento illusioni (nel febbraio 1969)

Nel decennio successivo vari altri artisti italiani otterranno il disco d'oro vendendo un milione di copie, come Rita Pavone e Bobby Solo che, vendendo due milioni di dischi con Una lacrima sul viso, ne otterrà addirittura due.
Il primo 33 giri ad ottenere il disco d'oro in Italia fu La voce del padrone di Franco Battiato; Otello Profazio fu invece il primo ad ottenere il disco d'oro con un album folk, Qua si campa d'aria.
Nel corso degli anni, il numero di copie minimo necessario al conferimento del disco d'oro è stato rivisto verso il basso, a causa di una fruizione della musica sempre meno legata al supporto fisico, ed è diverso da nazione a nazione. In Italia è sceso nel 1975 da un milione di copie a cinquecentomila copie per i singoli e trecentomila per gli album e nell'autunno del 1982 rispettivamente da cinquecentomila a trecentomila e da trecentomila a duecentocinquantamila; dal 2014, la soglia per il disco d'oro per gli album è pari a 25 000 copie, mentre per i singoli, dal 2020, è stata fissata a 35 000 copie, dal 2022 è stata fissata a 50.000 copie e dal 2025 è stata fissata a 100 000 copie.